# Brane Benedik
Brane Benedik (ur. 22 czerwca 1960 w Kranju) – jugosłowiański skoczek narciarski. Najlepsze wyniki w Pucharze Świata osiągnął w sezonie 1980/1981, kiedy zajął 35. miejsce w klasyfikacji generalnej.
Wystąpił na igrzyskach olimpijskich w Lake Placid, ale bez sukcesów.

## Puchar Świata w skokach narciarskich

### Miejsca w klasyfikacji generalnej
- sezon 1979/1980: -
- sezon 1980/1981: 35
- sezon 1982/1983: -

## Igrzyska olimpijskie
- Indywidualnie
  - 1980 Lake Placid (USA) – 45. miejsce (duża skocznia), 43. miejsce (normalna skocznia)